# الكتاب المقدس والعبودية
يحتوي الكتاب المقدس على عدة إشارات إلى العبودية، والتي كانت ممارسة شائعة في العصور القديمة، وينص الكتاب المقدس على معاملة العبيد، وخاصةً في العهد القديم. هناك أيضًا إشارات عن العبودية في العهد الجديد. وكان يتم الإفراج عن العبيد من بني إسرائيل من قِبل مالكيهم بعد ست إلى سبع سنوات من خدمتهم له (مع توفر بعض الشروط)، وأصدر قانوناً لاعتبار مِلكية العبيد الأجانب وأجيالهم اللاحقة دائمة عند عائلة المالك، باستثناء بعض الجرحى.
تم استخدام الكتاب المقدس في بعض الأحيان لتبرير العبودية من قبل المدافعين عنها. وقد استخدم دعاة إلغاء العبودية أيضاً نصوصاً من العهد الجديد يجادلون فيها من أجل إعتاق العبيد.

## في العهد الجديد
وتحديداً في بعض رسائل بولس، وفي رسالة بطرس الأولى، يحذر العبيد طاعة أسيادهم بقولهم: «الطاعة للرب، وليس للناس». حيث دعا المالكين إلى خدمة عبيدهم «بنفس الطريقة التي خدم بها العبيد ملوكهم»، أو «حتى أفضل» وبأنهم جميعاً «إخوة»  ودعا إلى عدم تهديد العبيد.
وذكر في رسالة بولس إلى فليمون نصًا فيما يتعلق بالرق حيث استخدمه كل من مؤيدي العبودية ودعاة إلغاء العبودية. في رسالة بولس يقول بأن أونيسيموس عاد إلى مالكه فليمون بعد أن هرب منه، ومع ذلك، طلب بولس من فليمون بأن ينظر في حالة أونيسيموس، وأن يعامله كابن لا كعبد له، ويطلب منه أيضاً أن يعامل أونيسيموس كما عامله بولس.